# Збігнев Зьобро
Збігнев Тадеуш Зьобро (пол. Zbigniew Tadeusz Ziobro ˈzbiɡɲɛf ˈʑɔbrɔ д·і; нар. 18 серпня 1970, Краків) — польський політик і правник. Міністр юстиції Польщі (2005—2007), генеральний прокурор уряду Казімежа Марцінкевича та Ярослава Качинського, з 2015 року міністр юстиції урядів Беати Шидло та Матеуша Моравецького, з 2016 року знову Генеральний прокурор. Депутат сейму IV, V, VI та VIII скликань, депутат Європейського Парламенту сьомого скликання, співзасновник і голова партії «Солідарна Польща».

## Життєпис

### Освіта та робота
1994 року закінчив факультет права та управління Ягеллонського університету. Після закінчення університету проходив у прокуратурі міста Катовиць прокурорське навчання. У 1997 році він пройшов прокурорську експертизу, але ніколи не працював як прокурор або помічник прокурора. Закінчивши навчання, він працював, зокрема у Загальній митній інспекції в 1998—2000 роках. Потім був радником міністра внутрішніх справ і адміністрації Марека Бернацького.

### Політична діяльність

#### До 2005
З грудня 2000 року він був секретарем команди з внесення змін до кодифікації кримінального права в Міністерстві юстиції. З березня по липень 2001 року працював заступником статс-секретаря в Міністерстві юстиції, був одним з найближчих співробітників міністра Леха Качинського. Після звільнення Качинського, Зьобро також пішов із міністерства.
2001 року став співзасновником партії «Право і справедливость». Того ж року обраний до Сейму 4-го скликання з Краківського району . Засідав у слідчому комітеті, який займався гучною «справою Ривіна». Він був автором доповіді про те, що відповідальність за порушення, пов'язані з роботою над поправками закону про радіо та телебачення, несуть прем'єр-міністр Лешек Міллер, заступник міністра культури і голови радників міністрів Олександр Якубовська, міністр Лех Нікольський, президент ТВП Роберт Квятковський та секретар Національної ради радіо і телебачення Володимир Чарзасти, Вони були включені в так звану «групу влади». 24 вересня 2004 року Сейм прийняв цей звіт як остаточний.
На місцевих виборах 27 жовтня 2002 року був кандидатом на посаду мера Кракова (не вийшов у другий тур). На парламентських виборах 2005 року він знову здобув мандат депутата від краківського округу, отримавши 120 188 голосів і перше місце в окрузі. 2005 року Зьобро керував передвиборною кампанією майбутнього переможця — Леха Качинського.

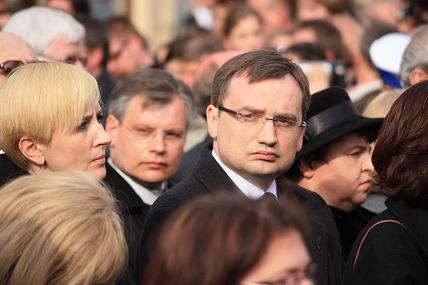
Зьобро на похороні Леха та Марії Качинських (2010); зліва Агата Корнгаузер-Дуда

31 жовтня 2005 року призначений міністром юстиції та генеральним прокурором уряду Казимира Марцінкевича. Зберіг ці посади і в уряді Ярослава Качинського. 2006 року він отримав звання «Людина року» за версією тижневика «Wprost».

#### 2007—2015 роки
На парламентських виборах 2007 року він знову отримав найбільшу кількість голосів у Краківському окрузі (164 681) . 12 січня 2008 року Збігнев Зьобро став засутупником голови партії «Право і справедливість».
2008 році прокурор подав заяву про позбавлення депутатської недоторканності через намір оголосити обвинувачення в перевищенні службових повноважень під час надання Ярославові Качинському доступу до частини матеріалів так званої «паливної мафії». 3 вересня того ж року Зьобро сам відмовився від депутатської недоторканності. 4 листопада 2009 року розслідування проти нього було припинено через відсутність достатніх даних, що підтверджують вчинення злочину.
На виборах до Європейського Парламенту у 2009 році він був обраний як Євродепутат від округу Краків. Отримав 335 933 голосів, що було другим результатом у країні (після Єжи Бузека) .
2010 року колишній міністр вгутрішніх справЯнуш Качмарек заявив, що Збіїнєвв Зьобро на посаді міністра юстиції особливо цікавився прокурорськими провадження, в яких фігурували імена політиків. Судовий процес проти Зьобра за звинуваченням у порушенні особистих прав розпочався навесні 2011 року в окружному суді Гданська.
Через пів року політичний комітет Партії і справедливості вирішив виключити його з партії. Через три дні група кільканадцяти депутатів Сейму від партії «Право і справедливість» (ЗМІ назвали їх «зьобристами») створила парламентську фракцію «Солідарна Польща». Діячі, зібрані навколо Збігнева Зьобра, створили сформували партію з цією назвою, установчий з'їзд якої відбувся 24 березня 2012 року, а Зьобро був обраний її головою. Повна назва партії — «Солідарна Польща Збінєва Зьобро».

#### Після 2015 року
На парламентських виборах 2015 року Збігнев Зьобро був зареєстрований як кандидат від партії Право і справедливість в окрузі Кельців. Він отримав мандат 8-ї каденції, отримавши 67 238 голосів. 16 листопада того ж року призначений міністром юстиції в уряді Беати Шидло.
Як міністр юстиції, брав участь у розробленні змін у судовій системі, які спричинили політичний конфлікт і масові протести щодо незалежності Верховного суду, які розпочалися 2017 року.